# Hunger of a Thin Man
Albums de Theo Hakola
The Confession
(1995)
Hunger of a Thin Man est le premier album en solo du chanteur et musicien Theo Hakola publié en 1993 sur le label Bondage Records, après la fin du groupe Passion Fodder.

## Liste des titres de l'album
1. Chère maman (je suis mort à Paris)
2. Liberate Me for New Year's Eve
3. Goddamn Song
4. La Peste porcine
5. If There's a God
6. En attendant la pluie
7. Tanks Painted Pink
8. La Rose artificielle
9. Berceuse
10. That Kind of Light
11. Wobbly Blood
12. Anarchy in the...

## Musiciens ayant participé à l'album
- Theo Hakola - chant, guitare, piano, orgue, harmonica, dulcimer...
- Bénédicte Villain - violon, clarinette (6)
- Pascal Humbert - bass, guitare (7)
- David Strayer - drums
- Michelle Shocked - chœurs (5, 11)
- Claire Diterzi - chœurs (1, 4)
- Jenny Homer - chœurs (12)
- Rachel Des Bois - chœurs (6)
- Philippe Pascal - chœurs (6)
- Bertrand Cantat - chœurs (1) harmonica (8)
- Serge Teyssot-Gay - guitare (1, 5, 11)
- Neal Avron - trompette (3, 8)
- Aaron Shaw - cornemuse (10)
- Lionel Dollet - sabar drum (8)